# معادلة شخصية
يشير مصطلح المعادلة الشخصية (بالإنجليزية: Personal equation) في علوم القرن التاسع عشر وأوائل القرن العشرين، إلى فكرة أن المراقبين المختلفين لديهم أوقات تفاعل مختلفة، مما قد يؤدي إلى التحيز عندما يتعلق الأمر بالقياسات والملاحظات.

## الفلك
نشأ المصطلح في علم الفلك، عندما اكتشف أن العديد من المراقبين الذين يقومون بملاحظات متزامنة يسجلون قيمًا مختلفة قليلاً (على سبيل المثال، في تسجيل الوقت الدقيق الذي عبر فيه النجم أسلاك شبيكة العينية [الإنجليزية] في التلسكوب)، كان لبعضها فرق كبير بما يكفي لتحمله المشاكل في الحسابات الأكبر. اكتشف وجود هذا التأثير لأول مرة عندما قام الفلكي الملكي نيفيل ماسكلين، في عام 1796، بطرد مساعده كينبروك لأنه لم يستطع تحسين خطأ ملاحظاته المتعلقة بقيم التي سجلها بنفسه. نسيت المشكلة وحلت فقط بعد عقدين فريدريش بيسل في مرصد كونيجسبيرج [الإنجليزية] في بروسيا، حين قام بيسل ومساعده بإجراء تجربة لمقارنة القيم، حيث قاما بقياس الأوقات التي يعبر فيها العديد من النجوم عبر أسلاك شبكية في ليالي مختلفة. وبالمقارنة مع مساعده، وجد بيسل أنه كان يتقدم بمقدار أكثر من ثانية واحدة.
استجابة لهذا الإدراك، أصبح العلماء الفلكيون يشكون بشكل متزايد في نتائج العلماء الفلكيين الآخرين ومساعديهم، وبدأوا بتنفيذ برامج منهجية لمحاولة إيجاد طرق لإزالة أو التقليل من هذه التأثيرات. وتشمل هذه المحاولات محاولات تطوير الآلات لتحقيق الأتمتة في عمليات الملاحظة (باعتمادهم على الموضوعية المفترضة للآلات)، وتدريب المراقبين لمحاولة تجنب بعض الأخطاء المعروفة (مثل تلك التي تسببها نقص النوم)، وتطوير آلات تسمح باستخدام مراقبين متعددين لإجراء الملاحظات في نفس الوقت، وأخذ البيانات المتكررة واستخدام تقنيات مثل طريقة المربعات الدنيا لاستنتاج القيم الممكنة منها، ومحاولة تحديد مقدار التحيزات الناتجة عن كل مراقب بحيث يمكن خصمها من البيانات. أصبح موضوعًا رئيسيًا في علم النفس التجريبي أيضًا، وكان دافعًا رئيسيًا لتطوير طرق للتعامل مع الخطأ في علم الفلك.

## جيمس ويونغ
ساعد ويليام جيمس في نقل مفهوم المعادلة الشخصية من علم الفلك إلى العلوم الاجتماعية، بحجة أن المفاهيم النظرية المسبقة والمعرفة الشخصية يمكن أن تقود المحققين إلى تفسيرات متهورة تستند إلى حد كبير إلى معادلاتهم الشخصية.
تناول كارل يونغ الفكرة في كتابه الأنواع النفسية [الإنجليزية] ، مجادلًا أنه في علم النفس "يرى المرء ما يمكن للمرء أن يرى نفسه بشكل أفضل". استمر في كتابات اللاحقة مناقشة مشاكل الانغماس النفسي والتسلسل اللانهائي الذي قد يطرح، واعتبر أن كل معالج يجب أن يكون لديه على الأقل معرفة عملية جيدة بمعادلته الشخصية.

## مقالات ذات صلة
- مصادر النقد
- تحمل نظري للملاحظات [الإنجليزية]